# Senousertânkh (vizir)
Senousertânkh est un vizir de l'Égypte antique du Moyen Empire, datant de la fin de la XIIe ou du début de la XIIIe dynastie, vers 1800 av. J.-C. Il est connu de plusieurs sources permettant de reconstituer sa carrière. Il a commencé comme « scribe personnel du document du roi » et a été nommé à partir de là « surveillant des champs ». De ce poste, il a très probablement été nommé au poste de vizir. En tant que vizir, il est connu par une statue trouvée à Ougarit. La statue le montre ainsi que sa femme Henoutsen ainsi que sa fille Zatamon. La statue a également mentionné qu'il lui a été remis l'or de louange devant tous les courtisans. On ne sait pas pour quelle raison il a reçu cet honneur. Une stèle maintenant à Florence est dédiée à Senousertânkh par son adjoint Keki, l'un des administrateurs des domaines de Senousertânkh.

## Littérature
- Wolfram Grajetzki, Officiers de justice du moyen empire égyptien, Londres 2009 p. 35,  (ISBN 978-0-7156-3745-6)